# Les mousquetaires au couvent
Les Mousquetaires au couvent is een operette in drie bedrijven van de Franse componist Louis Varney (1844-1908). Het libretto is van Jules Prével en Paul Ferrier en is gebaseerd op een vaudevillestuk van Amable Saint-Hilaire en Paul Duport.
De première vond plaats in het Théâtre des Bouffes-Parisiens in Parijs op 16 maart 1880. Het stuk kende veel bijval en werd de meest succesvolle compositie van Varney; het is zijn enige werk dat een blijvende plaats in het repertoire heeft veroverd. Het is meermaals hernomen en vertaald, ook in het Nederlands als De Musketiers in 't Klooster. Een van de meest recente producties was die van de Opéra de Lausanne in het seizoen 2013-2014.

## Synopsis
Eerste bedrijfIn een herberg zitten Brissac en Gontran, twee bevriende kapiteins van de musketiers. Gontran is verliefd op Marie, een dochter uit een vooraanstaande familie die in het naburige klooster op internaat is. De gouverneur van de provincie verschijnt met de boodschap dat Marie en haar zuster Louise om politieke redenen, op bevel van kardinaal de Richelieu tot de zusterorde moeten toetreden. De aalmoezenier van het klooster, Bridaine, die tevens de oude biechtvader is van Gontran, moet de meisjes inwijden. Hij tracht Gontran te doen afzien van zijn liefde, maar Brissac smeedt een plan om de meisjes uit het klooster te ontvoeren. Gekleed in het habijt van twee bedelmonniken die ze hebben opgesloten in de herberg krijgen de musketiers toegang tot het klooster.
Tweede bedrijfMoeder overste kondigt aan de leerlingen van het klooster aan dat er twee paters zijn aangekomen en dat ze bij hen kunnen biechten. Gontran blijft gereserveerd om niet ontdekt te worden, maar Brissac riskeert meermaals ontmaskerd te worden door zijn militair gedrag. Louise krijgt een vermoeden van de ware toedracht. Het komt tot een schandaal wanneer Brissac, dronken na een copieuze lunch, een preek houdt met als onderwerp de liefde. Bridaine, die de twee heeft herkend, stelt alles in het werk om ze te redden.
Derde bedrijfTerwijl Bridaine zich bekommert om Brissac, ontmoeten Gontran en Marie elkaar. Ze besluiten te vluchten en krijgen de steun van Simonne, die door de herbergier naar  het klooster is gestuurd op zoek naar abbé Bridaine. Louise wil mee met Brissac; zo niet zal ze verklappen wie hij werkelijk is. Hun ontsnappingspoging mislukt wanneer Bridaine verschijnt. Hij ziet de ladder en denkt dat ze Marie ontvoerd hebben en klimt erachteraan, maar dan neemt Simonne de ladder weg en hij blijft hulpeloos achter op de muur. Ondertussen arriveert de gouverneur aan het klooster om de bedelmonniken te arresteren, want het blijken samenzweerders te zijn die het op kardinaal Richelieu hebben gemunt, die de volgende dag het klooster zou bezoeken. Tot zijn verrassing blijken het echter de twee officieren te zijn. De echte samenzweerders waren de bedelmonniken die de musketiers hebben opgesloten. Zonder het te weten hebben ze het leven gered van de kardinaal en als beloning mag Gontran trouwen met Marie terwijl Louise de hand van Brissac krijgt.

## Voornaamste rollen
- Bridaine: bas
- Brissac: bariton
- Gontran: tenor
- De gouverneur: bas
- Marie: sopraan
- Louise: sopraan
- Simonne:sopraan
- Moeder overste: mezzosopraan